# Fernando Sorrentino
Fernando Sorrentino (Buenos Aires, 8 novembre 1942) è uno scrittore e professore di letteratura argentino.
I suoi racconti sono caratterizzati da un interessante mix di immaginazione e humour che talvolta sconfina nel grottesco.

## L'opera
Alcuni dei suoi racconti sono stati tradotti in inglese e sono stati pubblicati in diverse riviste letterarie e in antologie negli Stati Uniti e in Gran Bretagna, di questi, alcuni sono stati diffusi dalla BBC di Londra.
Nel 1988 la casa editrice dell'Università del Texas ha pubblicato un volume con una selezione dei suoi lavori col titolo di Sanitary Centennial and Short Stories, tradotta in inglese ed annotata dal professor Thomas Meehan, dell'Università dell'Illinois (Urbana, Illinois). Il romanzo satirico Sanitarios centenarios è stato tradotto in portoghese da Reinaldo Guarany (Rio de Janeiro, José Olympio Editora, 1989.).
Oltre alle opere narrative ed a quelle di giornalismo culturale, ha scritto saggi completi su scrittori classici spagnoli e argentini (don Juan Manuel, lí arciprete de Hita, Juan Ruiz de Alarcón, Mariano José de Larra, José Hernández) ed ha curato diverse antologie tematiche di racconti argentini che sono state pubblicate dalla casa editrice Plus Ultra di Buenos Aires.
Fernando Sorrentino ha collaborato o collabora con la sezione letteraria dei giornali La Nación, La Prensa, El Clarín, La Opinión, Letras de Buenos Aires, Proa ed in altre pubblicazioni argentine o straniere. A partire dall'anno 2000 è corrispondente della rivista culturale e letteraria "Osservatorio Letterario" di Ferrara — tre suoi racconti sono stati tradotti anche in ungherese e pubblicati a stampa e online: C'è un uomo... online, Mera suggertión, La lección — e collabora inoltre alla rivista telematica "Progetto Babele".
Di Siete conversaciones con Jorge Luis Borges, Buenos Aires (1974), libro che raccoglie le sue interviste con il più grande scrittore argentino del XX secolo, esiste anche una versione italiana: Sette conversazioni con Borges (Mondadori 1999 - trad. Lucio D'Arcangelo). Il libro, inoltre, è stato tradotto in inglese (Troy - New York 1989) ed altre traduzioni sono in preparazione (compresa una in cinese). Al romanzo inedito Un estilo de vida (Uno stile di vita) è stato attribuito il premio del Concorso Eduardo Mallea nel genere racconti e romanzi del periodo 1995-1997.
Sebbene molti dei suoi racconti siano apparsi su riviste letterarie, l’unica raccolta completa in italiano è quella disponibile nella collana I libri di PB (Progetto Babele) suddivisa in tre volumi: Per colpa del dottor Moreau (2006), Per difendersi dagli scorpioni (2013) e Gli opilioni di San Fernando (Novembre 2024).

### Raccolte di racconti
- 1969: La regresión zoológica
- 1972: Imperios y servidumbres
- 1976: El mejor de los mundos posibles
- 1982: En defensa propia
- 1984: El remedio para el rey ciego
- 1994: El rigor de las desdichas
- 2002: Fernando Sorrentino: L'irritatore, Uno stile di vita (Trad. di Mario De Bartolomeis) in Aa. Vv., Dalla lirica alla prosa; a cura di Melinda Tamás-Tarr, Edizione O.L.F.A. 2002, Ferrara (Antologia del Premio Letterario Internazionale "Janus Pannonius" 2001 dell'Osservatorio Letterario)
- 2006: Per colpa del dottor Moreau ed altri racconti fantastici (I libri di PB) ISBN 978-1728719191
- 2013: Per difendersi dagli scorpioni ed altri racconti insoliti (I libri di PB) ISBN 978-1729345979
- 2024: Gli opilioni di San Fernando ed altre storie poco credibili (I libri di PB) ISBN 979-8286354689

### Romanzi
- 1996: Costumbres de los muertos
- 1979: Sanitarios centenarios

### Libri per ragazzi
- 1978: Cuentos del Mentiroso
- 1994: El Mentiroso entre guapos y compadritos
- 1994: El Mentiroso contra las Avispas Imperiales
- 1995: La recompensa del príncipe
- 1995: Historias de María Sapa y Fortunato
- 1997: La venganza del muerto
- 1999: El que se enoja, pierde
- 1999: Aventuras del capitán Bancalari
- 2001: Cuentos de don Jorge Sahlame
- 2001: El Viejo que Todo lo Sabe

SAGGIO
2014: Sette conversazioni con Adolfo Bioy Casares Solfanelli Edizioni 